# Liste der Schienenverkehrsstrecken auf der Isle of Man
Nachfolgend sind alle Schienenverkehrsstrecken auf der Isle of Man aufgelistet. Die Listen umfassen alle Strecken, die auf der Isle of Man im Schienenverkehr betrieben wurden oder derzeit werden.

## Eisen- und Straßenbahnen
| Strecke                                              | Spur- weite mm | Glei- se | Länge km | Antrieb durch     | von       | bis     | Betrieb durch                     | Bemerkung       |
| ---------------------------------------------------- | -------------- | -------- | -------- | ----------------- | --------- | ------- | --------------------------------- | --------------- |
| Douglas – Peel                                       | 914            | 1        | 19,0     | Dampf             | 1873      | 1968    | Isle of Man Railway               | Gleisabbau 1975 |
| Douglas – Port Erin                                  | 914            | 1        | 25,6     | Dampf             | 1874      | ib      | Isle of Man Railway               |                 |
| Ramsey – St. John’s                                  | 914            | 1        | 26,4     | Dampf             | 1879      | 1968    | Manx Northern Railway             |                 |
| St. John’s – Foxdale                                 | 914            | 1        |          | Dampf             | 1886      | 1960    | Foxdale Railway                   | Gleisabbau 197_ |
| Douglas – Ramsey                                     | 914            | 1        | 27,4     | 550 V Gleichstrom | 1893      | ib      | Manx Electric Railway             |                 |
| Douglas, Schiffsanleger Victoria Pier – Derby Castle | 914            | 2        | 2,6      | Pferd             | 1876      | ib      | Douglas Bay Horse Tramway         |                 |
| Douglas, Promenade (Uhrenturm) – Broadway            | 914            | 2        |          |                   | 1896      | 1929    | Kabelstraßenbahn Douglas          |                 |
| Douglas Head – Port Soderick                         | 1435           | 1        | 7,2      |                   | 1896      | 1939    | Douglas Southern Electric Tramway |                 |
| Laxey – Snaefell                                     | 1067           | 2        | 8,9      | 550 V Gleichstrom | 1896      | ib      | Snaefell Mountain Railway         |                 |
| Lhen Coan – Sea Lion Rocks                           | 610            | 1        | 0,9      | Dampf, Akku       | 1896 1992 | 1962 ib | Groudle Glen Railway              |                 |

## Gartenbahnen
| Ort, Strecke                                      | Spur- weite mm | Glei- se | Länge km | Antrieb durch | von  | bis | Betrieb durch                  | Bemerkung  |
| ------------------------------------------------- | -------------- | -------- | -------- | ------------- | ---- | --- | ------------------------------ | ---------- |
| Port Soderick                                     | 184            | 1        | 0,4      | Dampf, Diesel | 2000 | ib  | Crogga Valley Railway          | privat     |
| Ballaugh, Curraghs Wildlife Park, The Orchid Line | 184            | 1        | 0,8      | Dampf, Benzin | 1992 | ib  | Manx Model Engineering Society | öffentlich |

## Standseilbahnen
| Ort, Strecke                      | Spur- weite mm | Glei- se | Länge km | Antrieb durch | von       | bis       | Betrieb durch                 | Bemerkung                       |
| --------------------------------- | -------------- | -------- | -------- | ------------- | --------- | --------- | ----------------------------- | ------------------------------- |
| Douglas, Pier – Douglas Head      | 1219           | 2        | 0,137    |               | 1900 1949 | 194_ 1954 | Douglas Head Cliff Railway    |                                 |
| Douglas, Promenade – Falcon Cliff | 1219           | 2        | 0,066    |               | 1887      | 1896      | The Falcon Cliff Hotel Lift   | privat                          |
| Douglas, Promenade – Falcon Cliff | 1524           | 1        | 0,037    | elektrisch    | 1937      | 1990      | Falcon Cliff Lift             | öffentlich                      |
| Port Soderick, Strand             | 1219           | 2        | 0,055    |               | 1898      | 1939      | Port Soderick Beach Funicular | abgebaut zwischen 1947 und 1949 |
| Laxey – Browside                  | 1524           | 2        | 0,076    | Wasser        | 1890      | 1906      |                               | [ 5 ]                           |